# 24º Reggimento di manovra
Il 24º Reggimento di Manovra (RE.MA.) è stato un reggimento dell'Esercito italiano, costituito dall'accorpamento nel 1981, del 4º Reparto R.R.R. di Bolzano e il 4° Autogruppo di C.A. "Claudia", in seguito alla riforma dell'esercito, che prevedeva la creazione dei "Battaglioni Logistici di Manovra".

## Storia

### Il battaglione

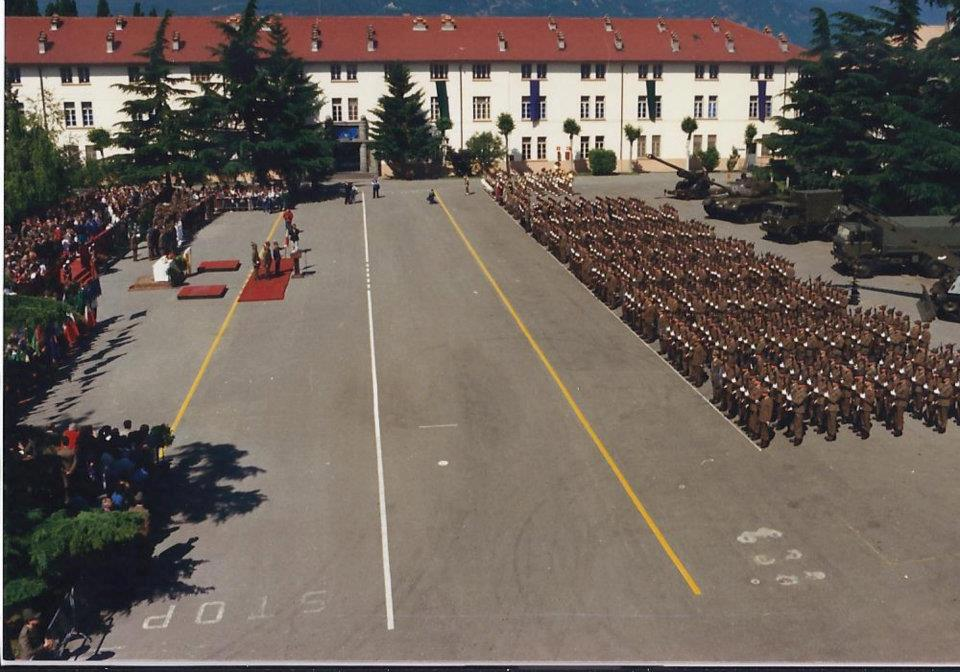
Cerimonia della consegna della Bandiera di Guerra al 24º Btg. Log. di Manovra "Dolomiti", caserma Huber - Bolzano 22 Maggio 1988

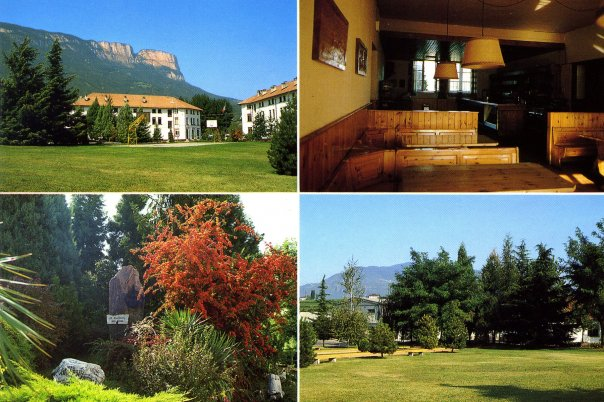
Vedute della caserma "A. Mercanti" di S.Michele Appiano (BZ), sede fino al 1991 delle tre Compagnie Trasporti del 24º Btg. di Manovra "Dolomiti"

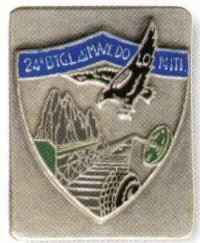
Stemma del 24 ° Btg Log. di Manovra "Dolomiti"

In data 1º ottobre 1981 nasce così il 4º Battaglione Logistico di Manovra "Dolomiti", stanziato in parte presso la caserma "Ottone Huber" di Bolzano, già sede del 4º Reparto R.R.R., e l'altra presso la caserma "Arturo Mercanti" di San Michele Appiano (BZ), già sede del 4° Autogruppo. Il 4º Reparto R.R.R era stato creato nel 1969, mentre il 4° Autogruppo di C.A. "Claudia" era nato nel 1976, in seguito alla "alpinizzazione" del IV Autogruppo di C.A. (formato a sua volta nel 1961).
La nuova unità, come le precedenti, è posta sotto il comando del Comando Unità di Supporto (C.U.S) del 4º Corpo d'armata alpino. Unità dell'allora 4º Btg. Log. di Manovra, vennero impiegate per il disastro della Val di Stava, nel Luglio 1985.
Dal 1º novembre 1986 il battaglione, viene rinominato 24º Battaglione Logistico di Manovra "Dolomiti", e il 22 maggio del 1988 riceve la Bandiera di guerra.
Nel luglio 1991 il battaglione si trasferisce presso la sede di Merano, caserma "Cesare Battisti", già sede del disciolto Battaglione Logistico "Orobica".

### Il reggimento
Nel 1994 viene elevato al rango di Reggimento, assumendo quindi la denominazione di 24º Reggimento Logistico di Manovra "Dolomiti", accorpando anche i reparti di sanità 41 e 42.
Nel 2001 passa sotto il comando della Brigata Logistica di Proiezione come 24º Reggimento di Manovra Alpino. Personale del reparto ha partecipato alle missioni "Pellicano" in Albania, "Ibis" in Somalia, "Albatros" in Mozambico, Kosovo Force (KFOR) in Kosovo e nell'Operazione Leonte in Libano. È stato inoltre presente con un nucleo nella missione in Afghanistan. Dipendente dalla Brigata Logistica di proiezione fino al 2009, da quella data dal Comando Logistico di Proiezione fino al 2013.
Nell'ottobre 2013 il Reggimento rientra sotto il Comando Truppe Alpine, alle dipendenza della Brigata alpina "Julia".
Dal 2015 viene ridenominato Reggimento logistico "Julia".

## Comandanti
4º/24º Battaglione Logistico di Manovra “Dolomiti”
- Ten. Col. Giovanni RAUDINO 1/10/1981 – 9 /10/1983
- Ten. Col. Natale SABBATINO 10/10/1983 – 8/8/1986

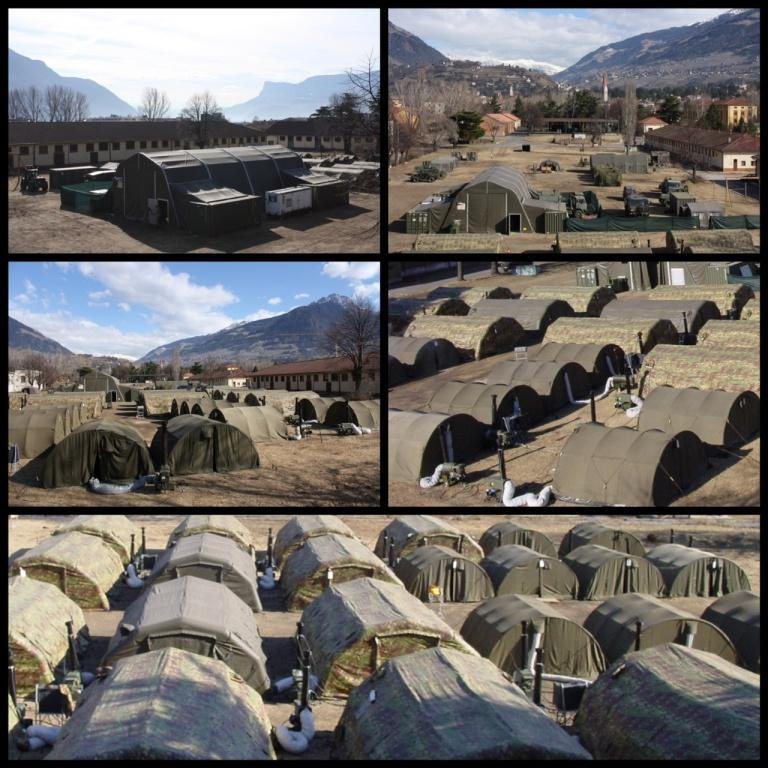
Esercitazione per lo schieramento in Afghanistan

- Esercitazione per lo schieramento in AfghanistanTen.Col. Antonio ERSPAMER 9/8/1986 – 3/10/1988
- Ten. Col. Arcangelo DRAGONI 4/10/1988 – 10/7/1991
- Ten. Col. Raffaello ATTANASIO 11/7/1991 – 13/9/1992
- Ten. Col. Lorenzo MIRIBUNG 14/9/1992 – 14/9/1994

24º Reggimento Logistico di Manovra “Dolomiti”
- Col. Dario ROSSI 15/9/1994 – 20/9/1995
- Col. Romano DI MEGLIO 21/9/1995 – 19/9/1996
- Ten. Col. Alessandro ODDONE 20/9/1996 – 3/12/1997
- Col. Vincenzo PORRAZZO 4/12/1997 – 29/8/1999
- Col. Pantaleo MARRA 30/8/1999 – 26/4/2001
- Ten. Col. Giuseppe LUCARELLI 27/4/2001 – 29/7/2001
- Sede Vacante 30/7/2001 – 9/9/2001

24º Reggimento di Manovra Alpino
- Col. Daniele MAESTRI 10/9/2001 – 13/1/2003
- Ten. Col. Salvatore MINISTERI 14/1/2003 – 18/9/2003
- Col. Cosimo Damiano DELLO RUSSO 19/9/2003 – 28/7/2005
- Col. Lorenzo CARIGLIA 29/7/2005 – 3/10/2007
- Col. Saverio SANTAMARIA 4/10/2007 – 2009
- Col. Giuseppe LUCARELLI 2009-2011
- Col. Mario BISICA 2011 - 2014